# Dmitrij Ochocimski
Dmitrij Jewgienjewicz Ochocimski (ros. Дмитрий Евгеньевич Охоцимский, ur. 26 lutego 1921 w Moskwie, zm. 18 grudnia 2005 tamże) – radziecki mechanik, matematyk i konstruktor lotniczy.

## Życiorys
Od 1939 studiował na Wydziale Mechaniczno-Matematycznym Moskiewskiego Uniwersytetu Państwowego, po ataku Niemiec na ZSRR pracował w fabryce amunicji (Wydział Mechaniczno-Matematyczny został tymczasowo zamknięty). Jesienią 1941 został powołany do Armii Czerwonej, jednak w 1942 zdemobilizowany z powodu zaawansowanej krótkowzroczności, po czym wrócił na uczelnię. W 1946 ukończył studia i rozpoczął aspiranturę, którą ukończył w 1949 i obronił pracę kandydacką. Pracował w Instytucie Matematycznym Akademii Nauk ZSRR, na wydziale matematyki stosowanej (którym kierował wówczas Mstisław Kiełdysz); później ten wydział został przeformowany w Instytut Matematyki Stosowanej Akademii Nauk ZSRR. W 1958 został doktorem nauk fizyczno-matematycznych, wykładał mechanikę teoretyczną na Wydziale Mechaniczno-Matematycznym Moskiewskiego Uniwersytetu Państwowego. Zajmował się m.in. kwestią optymalizacji lotów kosmicznych, w tym minimalnego zużycia paliwa. Pracował na pierwszych radzieckich komputerach, opracowując i stosując metody numeryczne nowej generacji i zasady programowania. Po wystrzeleniu pierwszego satelity opublikował kilka prac podsumowujących balistyczne aspekty lotu. Brał udział w planowaniu wielu lotów kosmicznych, m.in. na Księżyc, Marsa i Wenus. W 1961 założył na swoim wydziale specjalny kurs pt. Dynamika lotów kosmicznych, na którym prowadził prelekcje, i który okazał się być wielkim sukcesem.Jego analiza pierwszych nieudanych prób dokowania na statku kosmicznym Sojuz pomogła szybko znaleźć przyczynę niestabilności mechanicznej i opracować skuteczne techniki dokowania.
Jego grupa wraz z grupą kierowaną przez Michaiła Tichonrawowa w Instytucie Naukowo-Badawczym-4 przeprowadziła analizę i optymalizację wieloetapowych projektów rakiet; Ochocimski zbadał ogólny sposób, w jaki sposób rakiety mogą zwiększyć swój zasięg, upuszczając części konstrukcji podczas lotu. Obejmowało to sekwencyjne etapy i równoległe rakiety „pakietowe” oraz schematy pompowania paliwa między etapami podczas lotu. Doprowadziło to bezpośrednio do zaprojektowania pocisku R-7 i dokładnych proporcji jego przypinanych stopni wzmacniacza. Od 1960 był członkiem korespondentem Akademii Nauk ZSRR, w 1991 został akademikiem RAN, a w 2000 członkiem zagranicznym Serbskiej Akademii Nauk i Sztuk. W 1983 został zastępcą przewodniczącego Rady Naukowej Akademii Nauk ZSRR. Opublikował ponad 200 prac, w tym cztery monografie. Jego ważniejsze prace naukowe to: „O teorii ruchu rakietowego” (1946), „Mechanika lotów kosmicznych” (1968), „Algorytmy sterowania statkiem kosmicznym podczas wchodzenia w atmosferę” (1975, współautor), „Obliczanie dynamicznych parametrów ruchu urządzenia do chodzenia na komputerze” (1982), „Mechanika i sterowanie ruchem automatycznych urządzeń do chodzenia” (1984), „Podstawy mechaniki lotów kosmicznych” (1990, współautor). Wypromował ponad 35 kandydatów i 12 doktorów nauk. Został pochowany na Cmentarzu Trojekurowskim. Jego imieniem nazwano planetę karłowatą 8062 odkrytą 13 marca 1997.

## Odznaczenia i nagrody
- Medal Sierp i Młot Bohatera Pracy Socjalistycznej (17 czerwca 1961)
- Order Lenina (dwukrotnie, 1956 i 1961)
- Order Rewolucji Październikowej (1975)
- Order Czerwonego Sztandaru Pracy (dwukrotnie, 1970 i 1981)
- Nagroda Leninowska (1957)
- Nagroda Państwowa ZSRR (1970)
- Nagroda im. Czebyszowa (2001)

I inne.